# Amylocorticiellum
Amylocorticiellum Spirin & Zmitr. – rodzaj grzybów z rodziny Amylocorticiaceae. W Polsce zanotowano jeden gatunek należący do tego rodzaju – Amylocorticiellum molle. W. Wojewoda podał dla niego polską nazwę nalotniczek miękki.

## Charakterystyka
Grzyby kortycjoidalne o owocniku rozproszonym, rozpostartym, błoniastym, z włóknistym brzegiem. Hymenofor gładki lub merulioidalny, blado wybarwiony. System strzępkowy monomityczny, strzępki z wyraźnymi sprzążkami. Leptocystydy obecne lub nie. Podstawki maczugowate, faliste ze sprzążką bazalną. Bazydiospory elipsoidalne, gładkie, grubościenne, amyloidalne, cyjanofilne.

## Systematyka i nazewnictwo
Pozycja w klasyfikacji według Index Fungorum: Amylocorticiaceae, Amylocorticiales, Agaricomycetidae, Agaricomycetes, Agaricomycotina, Basidiomycota, Fungi.
Gatunki:
- Amylocorticiellum cremeoisabellinum (Litsch.) Spirin & Zmitr. 2002
- Amylocorticiellum molle (Fr.) Spirin & Zmitr. 2002 – tzw. nalotniczek miękki
- Amylocorticiellum sinuosum Spirin & Zmitr. 2002
- Amylocorticiellum subillaqueatum (Litsch.) Spirin & Zmitr. 2002

Wykaz gatunków (nazwy naukowe) na podstawie Index Fungorum. Nazwa polska według W. Wojewody.